# João do Prado Faria
João do Prado Faria (ca. 1839 — 7 de maio de 1890) foi um político brasileiro.
Filho de Antônio Francisco de Faria.
Foi deputado à Assembléia Legislativa Provincial de Santa Catarina na 18ª legislatura (1870 — 1871) e na 26ª legislatura (1886 — 1887), como suplente convocado.